# قالويه
قالويه أوقلاوية تُلفظ قالاواي وتُكتب أحياناً قلاوي هي من إحدى القرى اللبنانية من قرى قضاء بنت جبيل في محافظة النبطية.تبعد عن بنت جبيل اثنان وعشرون كيلو مترا

## الموقع
تقع قرب بلدة برج قلاويه شمالا و ديركيفا غربا، وجنوبا بئر السلاسل وخربة سلم وشرقآ تولين يوجد نبع شرقي البلدة يسمى نبع القلواني وهذة البلدة مثلها مثل البلدات الجنوبية المقاومة التي قاومت الاحتلال العثماني والفرنسي والاْسرائيلي حاول العدو دخولها أكثر من مرة ولم يفلح نتيجة تصدي الاهالي لهم بالزيت والحجارة والعصي ولم يسالموا حتى خروجه سنة 1985 تعرضت للقصف الإسرائيلي مرات عديدة في الحروب التي شنها العدو الإسرائيلي سنة 1993 :1996: 2006: يبلغ عدد سكانها حوالي 2500 نسمة يقطن فيها حوالي 1000 نسمة.

## الوصلات الخارجية
موقع بلدية قالويه على الشبكة